# Magnus Rosenius
Magnus Rosenius, född 1609 i Östra Hargs församling, Östergötlands län, död 14 juni 1689 i Västra Husby församling, Östergötlands län, var en svensk präst.

## Biografi
Magnus Rosenius föddes 1609 i Östra Hargs församling. Han var son till kyrkoherden Brontho Rosenius och Karin Olofsdotter. Rosenius blev i oktober 1631 student vid Uppsala universitet. Han blev 1647 rektor vid Norrköpings trivialskola och prästvigdes 1648. År 1658 blev han kyrkoherde i Västra Husby församling. Rosenius avled 1689 i Västra Husby församling.
Rosenius var ledamot av prästeståndet vid Riksdagen 1664.

### Familj
Rosenius gifte sig med Catharina Regnér. Hon var dotter till kyrkoherden i Regna församling. De fick tillsammans barnen Catharina Rosenius (född 1646) som var gift med Magnus Liljeholm, Elisabeth (född 1653) som var gift med Johan Thelning, Mårten Rosenius (född 1655), Dorothea Rosenius (född 1656) och Christina Beata Rosenius (född 1657).